# جو جور
جو جور (بالإنجليزية: Joe Gores) (و. 1931 – 2011 م) هو كاتب، وروائي، وكاتب سيناريو من الولايات المتحدة الأمريكية . ولد في روتشيستر، مينيسوتا .
توفي في كاليفورنيا، عن عمر يناهز 80 عاماً.

## التعليم
تعلم في جامعة ستانفورد، ونوتردام

## جوائز
حصل على جوائز منها:
- جائزة إدغار.

## روابط خارجية
- جو جور على موقع IMDb (الإنجليزية)
- جو جور على موقع ألو سيني (الفرنسية)
- جو جور على موقع أول موفي (الإنجليزية)
- جو جور على موقع قاعدة بيانات الأفلام السويدية (السويدية)
- جو جور على موقع كينوبويسك (الروسية)